# Daniel Achilles
Daniel Achilles (* 4. Mai 1976 in Leipzig) ist ein deutscher Koch.  

## Werdegang
Nach der Koch-Ausbildung arbeitete Achilles im Restaurant Stadtpfeiffer in Leipzig und lernte dort die Gourmetküche kennen. Im Zivildienst als Gärtner lernte er viel über Kräuter und Gemüse. Als Koch ging er zu verschiedenen Stationen in Tübingen, im Saarland und in München.  
Im März 2009 eröffnete er mit seiner Lebensgefährtin Sabine Demel als Restaurant-Managerin das eigene Restaurant Reinstoff in Berlin, das 2009 mit einem und 2011 mit zwei Michelinsternen ausgezeichnet wurde. 2013 wurde er vom Gault Millau als Koch des Jahres 2014 ausgezeichnet. 
Anfang 2019 schloss das Restaurant mit dem Auslaufen des Mietvertrags. Von Mai 2020 bis März 2023 war er Kreativpartner im Berliner Restaurant eins44, anfangs mit Tim Tanneberger.
Seit April 2023 ist er Küchenchef im Restaurant & Caféhaus Einstein unter den Linden.

## Auszeichnungen
- 2009: Ein  Michelinstern im Guide Michelin 2010 für das Restaurant Reinstoff in Berlin
- 2011: Zwei Michelinsterne im Guide Michelin 2012 für das Restaurant Reinstoff in Berlin
- 2013: Koch des Jahres 2014 im Gault Millau